# Primera División Uruguaya 1937
Il campionato era formato da dieci squadre e il Peñarol vinse il titolo. Non vi furono retrocessioni.

## Classifica finale
| Pos. | Squadra              | G  | V  | N | P  | GF | GS | Punti |
| ---- | -------------------- | -- | -- | - | -- | -- | -- | ----- |
| 1    | Peñarol              | 18 | 14 | 1 | 3  | 53 | 18 | 29    |
| 2    | Nacional             | 18 | 11 | 6 | 1  | 35 | 19 | 28    |
| 3    | Montevideo Wanderers | 18 | 9  | 3 | 6  | 33 | 22 | 21    |
| 4    | River Plate          | 18 | 8  | 4 | 6  | 36 | 35 | 20    |
| 5    | Rampla Juniors       | 18 | 6  | 6 | 6  | 34 | 32 | 18    |
| 6    | Central              | 18 | 5  | 4 | 9  | 29 | 37 | 14    |
| 7    | Racing Montevideo    | 18 | 5  | 4 | 9  | 25 | 38 | 14    |
| 8    | Bella Vista          | 18 | 4  | 5 | 9  | 29 | 36 | 13    |
| 9    | Sud América          | 18 | 4  | 5 | 9  | 24 | 37 | 13    |
| 10   | Defensor             | 18 | 4  | 2 | 12 | 30 | 54 | 10    |

G = Partite giocate; V = Vittorie; N = Nulle/Pareggi; P = Perse; GF = Goal fatti; GS = Goal subiti; 

## Classifica marcatori
| Gol |  |  | Giocatore         | Squadra |
| --- |  |  | ----------------- | ------- |
| 16  |  |  | Horacio Tellechea | Peñarol |